# Charles F. Curry

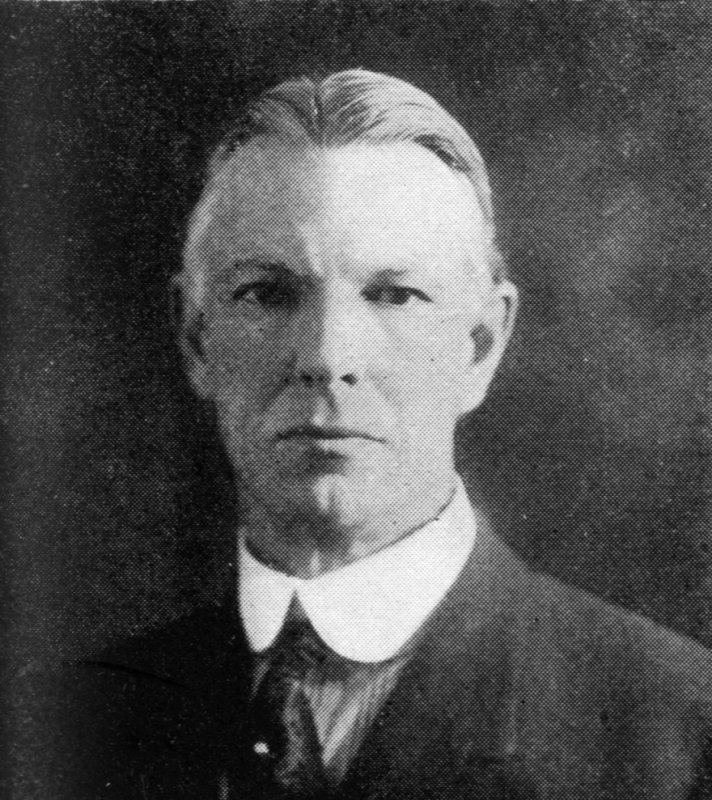
Charles F. Curry

Charles Forrest Curry (* 14. März 1858 in Naperville, Illinois; † 10. Oktober 1930 in Washington, D.C.) war ein US-amerikanischer Politiker. Zwischen 1913 und 1930 vertrat er den Bundesstaat Kalifornien im US-Repräsentantenhaus.

## Werdegang
Charles Curry besuchte die öffentlichen Schulen seiner Heimat und danach die Episcopal Academy in Mineral Point (Wisconsin). Außerdem genoss er zwischenzeitlich eine private Ausbildung. Danach studierte er für ein Jahr an der University of Washington in Seattle, wohin er mit seinen Eltern im Jahr 1872 gezogen war. Im Jahr 1873 kam er nach San Francisco in Kalifornien, wo er in der Landwirtschaft, der Viehzucht, dem Holzgeschäft und im Bergbau arbeitete. 1888 wurde Curry als Rechtsanwalt zugelassen. Gleichzeitig schlug er als Mitglied der Republikanischen Partei eine politische Laufbahn ein. In den Jahren 1887 und 1888 war er Abgeordneter in der California State Assembly. Zwischen 1890 und 1894 leitete er ein Postamt in San Francisco; von 1894 bis 1898 war er bei der Verwaltung des San Francisco County angestellt. Danach war er zwischen 1899 und 1910 der Secretary of State in der Staatsregierung von Kalifornien. In diese Zeit fiel unter anderem das schwere Erdbeben, das San Francisco erschütterte.
Im Jahr 1910 kandidierte Curry erfolglos für das Amt des Gouverneurs von Kalifornien. 1911 wurde er Immobilien- und Kreditbeauftragter der Staatsregierung. Im selben Jahr vertrat er die Staaten der Westküste und der angrenzenden Bergregionen auf der Panama-Pacific International Exposition, der Weltausstellung in San Francisco. Bei den Kongresswahlen des Jahres 1912 wurde Curry im dritten Wahlbezirk von Kalifornien in das US-Repräsentantenhaus in Washington gewählt, wo er am 4. März 1913 die Nachfolge von Joseph R. Knowland antrat, der in den sechsten Distrikt wechselte. Nach acht Wiederwahlen konnte er bis zu seinem Tod am 10. Oktober 1930 im Kongress verbleiben. Seit 1919 war er Vorsitzender des Ausschusses zur Verwaltung der US-Territorien. In seine Zeit als Kongressabgeordneter fiel der Erste Weltkrieg. Damals wurden auch der 16., der 17., der 18. und der 19. Verfassungszusatz ratifiziert.
Nach Currys Tod wurde sein Sohn Charles als sein Nachfolger in den Kongress gewählt.